# Saúl y David (Rembrandt)
Saúl y David es un cuadro de Rembrandt, creado entre 1650 y 1655 y que se halla expuesto en La Galería Real de Pinturas Mauritshuis de La Haya. Desde su presentación en 2015 ya restaurado, se asume que es una obra auténtica e importante del maestro.

## Tema
Esta es una de las múltiples obras del pintor holandés de temática bíblica (siendo sobresalientes otras como La presentación de Jesús en el templo o La negación de Pedro). El cuadro es singular pues la figura del rey hebreo Saúl no es muy abundante (aunque el propio pintor lo representa en otras obras como David tocando el arpa para Saúl, de 1650) por ser su historia escasa en hechos moralizantes y representaciones cristológicas, a diferencia de su sucesor, el rey David. Pero Rembrandt utilizó como argumento inspirador los accesos melancólicos de Saúl que se mitigaban con la música del arpa de David, hecho que humaniza al rey y describe perfectamente el pintor.

## Autoría
El cuadro ha estado sujeto a dudas de autoría durante los últimos dos siglos. A finales del XIX, cuando su autenticidad se discutía, fue adquirido por el experto Abraham Bredius (director del Mauritshuis) para su colección privada. Bredius estaba convencido de su calidad, y lo dejó como legado a dicho museo. Pero en 1969 otro experto relegó la obra al taller o círculo de Rembrandt.
En junio de 2015, tras ocho años de análisis y restauración, el cuadro fue presentado como obra segura e importante de Rembrandt. Se reveló que el lienzo original había sido troceado y luego rehecho, para lo cual se cosieron 15 fragmentos de diferentes tipos de tejido. Por suerte, la composición central con los dos personajes subsistía medianamente completa, en los dos trozos de lienzo de mayor tamaño.  